# Intercettazione (ordinamento italiano)
L'intercettazione, nell'ordinamento giuridico italiano, è un mezzo di ricerca della prova previsto e disciplinato dall'art. 266 e seguenti del codice di procedura penale italiano.
L'organo competente a disporla è il PM, ai fini del procedimento penale. Nell'ambito della finalità meramente investigativa di prevenzione dei reati, sono ammesse anche intercettazioni preventive.

## Storia
Tale strumento era previsto dal codice Rocco del 1930 e rimase inalterato sino alla fine della seconda guerra mondiale, successivamente la legge 8 aprile 1974, n. 98 ne costituì una prima riforma, introducendo l’obbligo di concentrare le operazioni di intercettazione esclusivamente presso impianti installati nelle Procure della Repubblica al fine di garantire un diretto controllo del pubblico ministero ed evitare possibili abusi. Successivamente la legge 23 dicembre 1993 n. 547 c introdusse la possibilità di utilizzare strumenti telematici ed informatici.
Nel 2008 durante il governo Berlusconi IV nel venne presentata una proposta di modifica - conosciuta come DDL intercettazioni - che però non venne mai realizzata; dopo l'emanazione della legge delega 23 giugno 2017, n. 103 venne emanato il d.lgs. 29 dicembre 2017, n. 216 attuativo della medesima e che ne costituì una riforma organica..

## Contenuto e ambito di applicazione

### descrizione ed utilizzo
Essa consiste nell'attività diretta a captare comunicazioni e conversazioni, nonché flussi di comunicazioni informatiche o telematiche mediante strumenti della tecnica, tuttavia tende a limitare gravemente alcune importanti libertà costituzionali, fra cui la libertà di domicilio e la libertà di corrispondenza e di comunicazione, per cui sono dettate particolari norme procedurali volte a garantire la legittimità formale e sostanziale dell'attività. Nella materia delle intercettazioni vige la riserva di legge e la riserva di giurisdizione, in quanto previste espressamente dalla Costituzione.
Il codice di procedura penale italiano prevede dei limiti e dei presupposti e una disciplina procedimentale molto rigorosa; tra le motivazioni che possono portare ad una intercettazione vi sono i gravi indizi di reato e l'assoluta indispensabilità dell'intercettazione per il proseguimento delle indagini, per i delitti delineati dall'art. 266 e alle condizioni dell'art. 103 comma 5°. Tra i requisiti vi è il decreto motivato del PM dopo l'autorizzazione del GIP; tuttavia in casi di urgenza il PM può disporre immediatamente con decreto motivato l'inizio dell'intercettazione e chiedere successivamente, ma entro 24 ore, l'autorizzazione del GIP: in caso contrario l'intercettazione deve essere interrotta e gli elementi acquisiti sono inutilizzabili.
Le ipotesi principali sono:
a) delitti non colposi per i quali è prevista la pena dell'ergastolo o della reclusione superiore nel massimo a cinque anni determinata a norma dell'articolo 4;
b) delitti contro la pubblica amministrazione per i quali è prevista la pena della reclusione non inferiore nel massimo a cinque anni determinata a norma dell'articolo 4;
c) delitti concernenti sostanze stupefacenti o psicotrope;
d) delitti concernenti le armi e le sostanze esplosive;
e) delitti di contrabbando;
f) reati di ingiuria, minaccia, usura, abusiva attività finanziaria, abuso di informazioni privilegiate, manipolazione del mercato, molestia o disturbo alle persone col mezzo del telefono;
f-bis) delitti previsti dall'articolo 600-ter, terzo comma, del codice penale, anche se relativi al materiale pornografico di cui all'articolo 600-quater.1 del medesimo codice, nonché dall'art. 609-undecies;
f-ter) delitti previsti dagli articoli 444, 473, 474, 515, 516 e 517-quater del codice penale;
f-quater) delitto previsto dall'articolo 612-bis del codice penale.
2. Negli stessi casi è consentita l'intercettazione di comunicazioni tra presenti, che può essere eseguita anche mediante l'inserimento di un captatore informatico su un dispositivo elettronico portatile. Tuttavia, qualora queste avvengano nei luoghi indicati dall'articolo 614 del codice penale, l'intercettazione è consentita solo se vi è fondato motivo di ritenere che ivi si stia svolgendo l'attività criminosa.
2-bis.L'intercettazione di comunicazioni tra presenti mediante inserimento di captatore informatico su dispositivo elettronico portatile è sempre consentita nei procedimenti per i delitti di cui all'articolo 51, commi 3-bis e 3-quater.»
(art. 266 del codice di procedura penale italiano)

### Limiti e presupposti
L'intercettazione è mezzo di ricerca della prova che può essere adoperato solamente in procedimenti relativi a determinati reati previsti dall'art. 266 (fra cui quelli di ingiuria, minaccia, usura, abuso di informazioni privilegiate).
Oltre ai presupposti oggettivi del reato per cui si procede, è necessario che sussistano gli ulteriori presupposti oggettivi dei gravi indizi di reato e della assoluta indispensabilità dell'intercettazione ai fini della prosecuzione delle indagini penali.
Ulteriori controlimiti derivano da particolari interessi giuridici, come quello tutelato dall'articolo 68 Cost. in ordine al mandato dei parlamentari: a questo fine è stata prevista una peculiare procedura di utilizzo del materiale intercettato dall'articolo 6 della legge n. 140 del 2003 (cosiddetta legge Boato), che ha parzialmente resistito alla censura di incostituzionalità (v. sentenza n. 390 del 2007).
Ancora più rigorosamente è interpretato il controlimite derivante dall'articolo 24 Cost., perché in caso di intercettazione anche casuale di conversazioni tra legale e suo assistito si dispone l'immediata distruzione del supporto magnetico, cartaceo o digitale recante il contenuto del colloquio.

### La pubblicazione
Il decreto legislativo n.281/2006 che ha introdotto un riordino della normativa delle incercettazioni telefoniche, ha inserito misure per limitare l'indebita diffusione di intercettazioni, illegalmente acquisite.

### Le intercettazioni preventive
Le intercettazioni possono essere disposte anche nell'ambito delle indagini con finalità preventive; sono disciplinate dal decreto-legge 18 ottobre 2001, n. 374 convertito in legge 15 dicembre 2001, n. 438 e dal decreto-legge 27 luglio 2005, n. 144 convertito in legge 31 luglio 2005, n. 155. Nel primo caso la richiesta di disporre l'intercettazione, può essere presentata dal Ministro dell'interno, dal Questore o dal Comandante provinciale dell'Arma dei Carabinieri e della Guardia di finanza per ragioni di prevenzione di determinati delitti di criminalità organizzata; nel secondo anche i servizi segreti italiani possono avvalersi di tali intercettazioni.

## Aspetti operativi

### Autorizzazione e durata
Di regola l'intercettazione è autorizzata dal giudice per le indagini preliminari con decreto motivato, su richiesta del pubblico ministero.
Nei casi di urgenza, quando vi è fondato motivo di ritenere che dal ritardo possa derivare grave pregiudizio ai fini della prosecuzione delle indagini, è lo stesso pubblico ministero a disporre l'intercettazione con decreto motivato, salvo la necessità della convalida dell'atto entro 48 ore dal giudice per le indagini preliminari (la convalida è necessaria perché così statuisce la Costituzione prevedendo una riserva di giurisdizione). In caso di mancata convalida l'intercettazione non può essere proseguita ed i risultati acquisiti non possono essere utilizzati.
Le intercettazioni possono durare per un periodo di quindici giorni, prorogabili per periodi successivi di quindici dal giudice per le indagini preliminari.
Le intercettazioni per i reati in materia di criminalità organizzata possono durare per un periodo di 40 giorni prorogabili di venti sempre dal giudice delle indagini preliminari.

### Trascrizione dei contenuti
Le comunicazioni intercettate sono registrate e delle operazioni è redatto verbale. Al termine dell'attività di intercettazione verbali le registrazioni sono immediatamente trasmesse al pubblico ministero. Entro 5 giorni dalla conclusione dell'attività va effettuato il deposito degli stessi con in allegato gli atti di disposizione e di convalida. Gli atti sono a disposizione dei difensori e delle parti.
Il giudice dispone infine l'acquisizione delle conversazioni e dei flussi di comunicazioni informatiche e telematiche indicate dalle parti che non appaiono manifestamente irrilevanti, e procede anche di ufficio allo stralcio delle registrazioni e dei verbali di cui è vietata l'utilizzazione.

### Rapporto con il diritto alla riservatezza
Il "rapporto intercorrente tra la pratica delle captazioni audio-visive di conversazioni e il rispetto della riservatezza e dell’intimità delle persone in esse coinvolte" è assai controverso, soprattutto in rapporto con il diritto di cronaca: sono altrettanto dibattuti i tentativi legislativi di operare un equo bilanciamento tra tali interessi in gioco.
In Italia manca anche una regolamentazione tecnica delle intercettazioni telefoniche, il che può avere una ricaduta pratica che incide sui medesimi interessi in gioco. Il codice delle comunicazioni elettroniche, all'articolo 96 comma 2, prevedeva l'approvazione di un Repertorio delle prestazioni obbligatorie, tramite decreto del Ministro delle comunicazioni entro 180 giorni dall'entrata in vigore del codice, che descrivesse tecnicamente “le modalità ed i tempi di effettuazione delle prestazioni stesse” da parte degli operatori di telecomunicazioni. Il Repertorio non è stato mai emanato e di fatto oggi esiste un panorama molto variegato di modalità tecniche con cui le intercettazioni vengono presentate dagli operatori telefonici verso l'Autorità Giudiziaria.

## Costi ed oneri
Le spese sostenute per l'acquisto della tecnologia d'intercettazione (hardware e software), la predisposizione e manutenzione della rete alle intercettazioni sono parzialmente caricate nel bilancio degli Stati UE, e gli operatori di telefonia chiedono una maggiore copertura dei costi, pena l'attribuzione dell'onere ai clienti con degli aumenti tariffari.
La consulenza per la loro installazione e supporto operativo, l'impegno di risorse sostenuto dall'operatore telefonico per la redazione dei tabulati e delle intercettazioni, vengono sommati alle spese processuali e ribaltati a carico dell'imputato, nel caso in cui perda la causa e sia dichiarato colpevole.